# Daniel Siegert
Daniel Siegert (* 11. Februar 1991 in Amberg) ist ein deutscher Sänger und Songwriter.

## Leben
Siegert wuchs in Hahnbach auf und hat zwei ältere Geschwister. In der Nachbarstadt Amberg machte er 2010 am musischen Max-Reger-Gymnasium sein Abitur.
2003 nahm er in der Castingshow Star Search auf Sat.1 an der Kategorie „Music Act von 10 bis 15 Jahren“ teil und konnte sich bis ins Finale durchsetzen, wo er dann gegen die Kontrahentin Senta-Sofia Delliponti sang. Auch dieses Duell gewann er und wurde der erste Sieger bei Star Search in dieser Kategorie.
Als Mitglied von „Star Search – The Kids“ erreichte er mit der Single Smile am 7. September 2003 Platz fünf der deutschen Charts. Die gemeinsam mit der im Finale unterlegenen Senta-Sofia aufgenommene Nachfolgesingle Mother konnte nicht mehr an diesen Erfolg anschließen. Auf dem Weihnachtsalbum der TV Allstars sang er Silent Night (englische Version des Lieds Stille Nacht, heilige Nacht). Sowohl die Single Do They Know It's Christmas, als auch Album The Christmas Album mit dem Solosong Silent Night wurden mit Gold ausgezeichnet.
Er hatte zahlreiche Auftritte im deutschen Fernsehen, darunter bei Verstehen Sie Spass?, Nur die Liebe zählt, sowie verschiedenen Shows auf VIVA, Sat.1 und ProSieben.
Am 8. September 2003 debütierte er mit seiner Single Let the Sunshine (In My Magic World) und brachte im darauf folgenden Jahr, am 5. April 2004, das Album Lucky Star auf den Markt. Beide Veröffentlichungen konnten allerdings nicht an den Erfolg der gemeinsamen Star Search – The Kids-Alben anknüpfen.
Seit 2008 war er Frontmann und Gitarrist der Akustik-Formation New Year's Launch bis 2014.
Die vierköpfige Gruppe veröffentlichte seitdem Songs (Through with You, Take Her Hand) und spielte in sechs Jahren über 150 Shows.
Im Februar 2013 begann er zusammen mit dem Musikproduzenten Markus Salmen ein weiteres Projekt. Unter dem Namen SYON. veröffentlichten die beiden im Winter 2013/2014 ihre erste EP.
2014 gewann er den Radio Energy Newcomer 2014 Preis und hatte dadurch auch Auftritte mit Hurts, John Newman, Alvaro Soler und Namika bei der NRJ Music Tour 2015.
2018 veröffentlicht Siegert unter dem Künstlernamen „Daniel Francis“ seine erste Single als Erwachsener High.

## Diskografie

### Alben
- 2004: Lucky Star

### Singles
- 2003: Let the Sunshine (In My Magic World)
- 2018: High